# Bataille de l'Acul
Révolution haïtienne
Batailles
Insurrections (1791-1793)
- Bois-Caïman
- Croix-des-Bouquets
- Morne Pelé
- 1re La Tannerie
- Port-au-Prince
- Le Cap-français

Interventions espagnoles et britanniques (1793-1798)
- 2e La Tannerie
- Marmelade
- Saint-Michel-de-l'Attalaye
- Ennery
- 3e La Tannerie
- Fort-Dauphin
- 1re Tiburon
- L'Acul
- La Bombarde
- 2e Tiburon
- Les Gonaïves
- Port-Républicain
- 1re Dondon
- Massacre de Fort-Dauphin
- Saint-Marc
- Léogane
- Saint-Raphaël
- Trutier
- 3e Tiburon
- 1re Verrettes
- Grande-Rivière
- Mirebalais
- Las Cahobas
- 2e Verrettes
- Petite-Rivière
- 2e Dondon
- 1re Les Irois
- Jean-Rabel
- 2e Les Irois

Guerre des couteaux (1799-1800)
- Jacmel

Expédition de Saint-Domingue (1802-1803)
- La Ravine-à-Couleuvres
- Kellola
- Plaisance
- La Crête à Pierrot
- Noyades du Cap-Français
- Port-au-Prince
- Vertières
- Massacres de 1804 en Haïti

La bataille de l'Acul se déroule le 19 février 1794, pendant la révolution haïtienne. Elle s'achève par la victoire des Britanniques, qui s'emparent du fort de l'Acul, à Petit-Goâve.

## Prélude
Après avoir essuyé un échec à Port-de-Paix, le lieutenant-colonel britannique John Whitelocke décide d'attaquer le fort de l'Acul, à Petit-Goâve, situé à une lieue de la ville de Léogâne. Pour cette expédition, Whitelocke, secondé par le major Brent Spencer (en), attaque depuis la terre avec les 13e, 20e, 49e et 62e régiments, composés de soldats européens, deux obusiers de cinq pouces et deux canons de 4 livres,,. Un corps d'environ 200 royalistes français menés par le baron de Montalembert embarque également sur des navires de transport afin de pouvoir attaquer depuis la plage,,,,. Selon le rapport britannique, la garnison française de l'Acul est estimée à 600 hommes, dirigés par un commandant blanc nommé De Lisle.

## Déroulement
Le 19 février, les Britanniques arrivent au abords de L'Acul,,. Whitelocke prend position sur la grand route mais charge le capitaine Vincent de contourner les positions républicaines et d'attaquer par une route de montagne avec l'infanterie légère du 49e régiment et 80 à 120 soldats coloniaux,. 
À 7 heures, l'artillerie républicaine ouvre le feu depuis le fort et poursuit, par intervalles, jusqu'à 11 heures,. Des soldats républicains prennent également position dans un petit bois, depuis lequel ils lâchent un feu nourri. Whitelocke donne alors l'ordre au major Spencer d'avancer sur le fort et de répondre avec sa propre artillerie. Cependant, en raison du mauvais temps et de vents contraires, la flotte anglaise ne peut faire débarquer les troupes de Montalembert,,. 
Whitelocke détache alors le major Spencer avec les grenadiers du 49e régiment et l'infanterie légère du 13e afin de rejoindre le capitaine Vincent, tandis qu'il s'avance lui-même sur la grand route avec le reste de ses troupes. À cinq heures de l'après-midi, les deux colonnes se mettent mouvement et commencent à gravir la colline en direction du fort,. L'artillerie et l'infanterie des républicains engagent une fusillade nourrie, mais elles finissent par battre en retraite après trois heures de combats,. Un jeune noir républicain met cependant le feu à la poudrière du fort ce qui provoque une forte explosion et cause des pertes parmi les troupes britanniques,,,,.

## Pertes
Les pertes britanniques sont de cinq morts — dont un capitaine et trois Français — et 32 blessés — dont cinq officiers et neuf Français — selon le rapport du major-général Adam Williamson, gouverneur de la Jamaïque, adressé au ministre Henry Dundas, le 2 mars 1794. Bryan Edwards fait mention de trois officiers blessés dans l'explosion de la poudrière, dont deux mortellement, et indique que les pertes totales sont de 34 morts ou blessés, dont dix Français et six officiers anglais. D'après Pierre Venant de Charmilly, 13 Anglais et Français périssent dans l'explosion de la poudrière en plus des deux officiers cités par Bryan Edwards. Pour Thomas Madiou, les Anglais perdent 60 soldats dans l'explosion de la poudrière, dont un capitaine et deux lieutenants. L'historien Henry Everett évoque la mort de 15 hommes, dont deux officiers.